# Baudreville (Eure-et-Loir)
Baudreville település Franciaországban, Eure-et-Loir megyében. Lakosainak száma 239 fő (2022. január 1.). Baudreville Ardelu, Châtenay és Gommerville községekkel határos.

## Népesség
A település népességének változása:
| Lakosok száma | 225  | 261  | 247  | 285  | 274  | 268  | 259  | 246  | 243  | 239  |
|               | 1968 | 1982 | 1990 | 2006 | 2013 | 2015 | 2017 | 2019 | 2020 | 2022 |